# Schwarzatal-Radroute
Die Schwarzatal-Radroute (auch Schwarzatalradweg oder nur Schwarzaradweg) ist ein 39 Kilometer langer Radwanderweg in Niederösterreich, der meistens entlang der Schwarza verläuft. Er verbindet den Thermenradweg (EuroVelo 9) in Lanzenkirchen mit Reichenau an der Rax und führt somit durch die niederösterreichischen Bezirke Wiener Neustadt-Land (nur die Gemeinde Lanzenkirchen) und Neunkirchen. Von Lanzenkirchen bis Reichenau wird bei Befahren der gesamten Strecke ein Aufstieg von 185 Höhenmetern erreicht.

## Verlauf
Der Schwarzaradweg beginnt in Lanzenkirchen an der Kreuzung zum Thermenradweg (EuroVelo 9) an der Leitha und führt durch dessen Zentrum über einen Güterweg und einen Fahrradweg entlang einer Landstraße nach Föhrenau. Von dort geht es durch Wohngebiete und einen asphaltierten Feldweg nach Schwarzau am Steinfeld. Von dort führt er durch Breitenau nach Loipersbach und verläuft ab hier größtenteils entlang der Schwarza nach Neunkirchen. Dort führt er durch das Stadtzentrum über den Hauptplatz und durch den Stadtpark. Von Neunkirchen über Ternitz, Wimpassing im Schwarzatale und Grafenbach bis Gloggnitz verläuft er fast ausschließlich entlang der Schwarza. In Gloggnitz verlässt er den Bereich des Flusses wieder und führt entlang der Südbahn nach Schlöglmühl und von dort über eine wenig befahrene Landstraße (ohne Fahrradweg) nach Payerbach. Schließlich gelangt er nach Reichenau an der Rax.

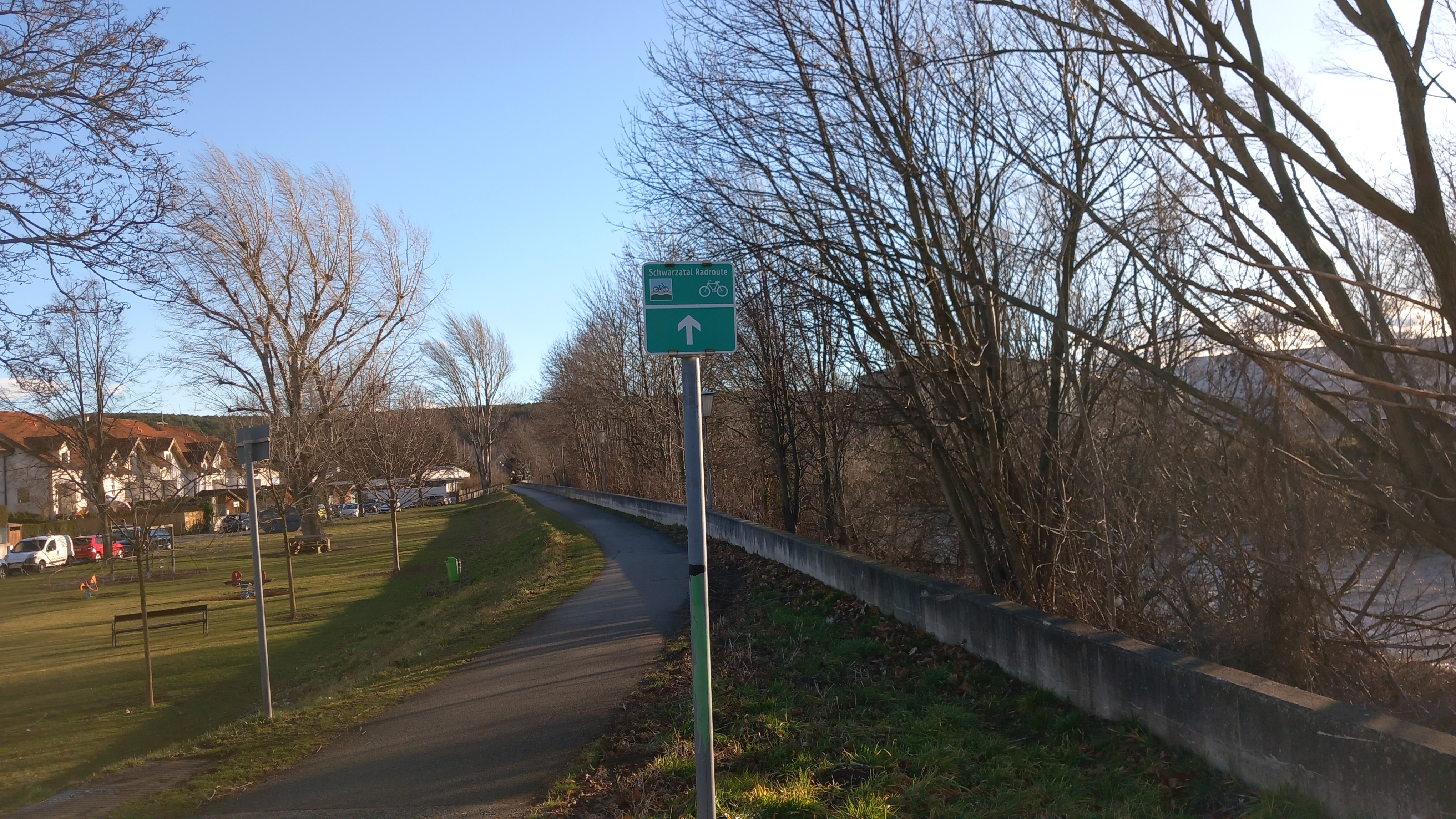
Die Schwarzatal-Radroute in Ternitz entlang der Schwarza
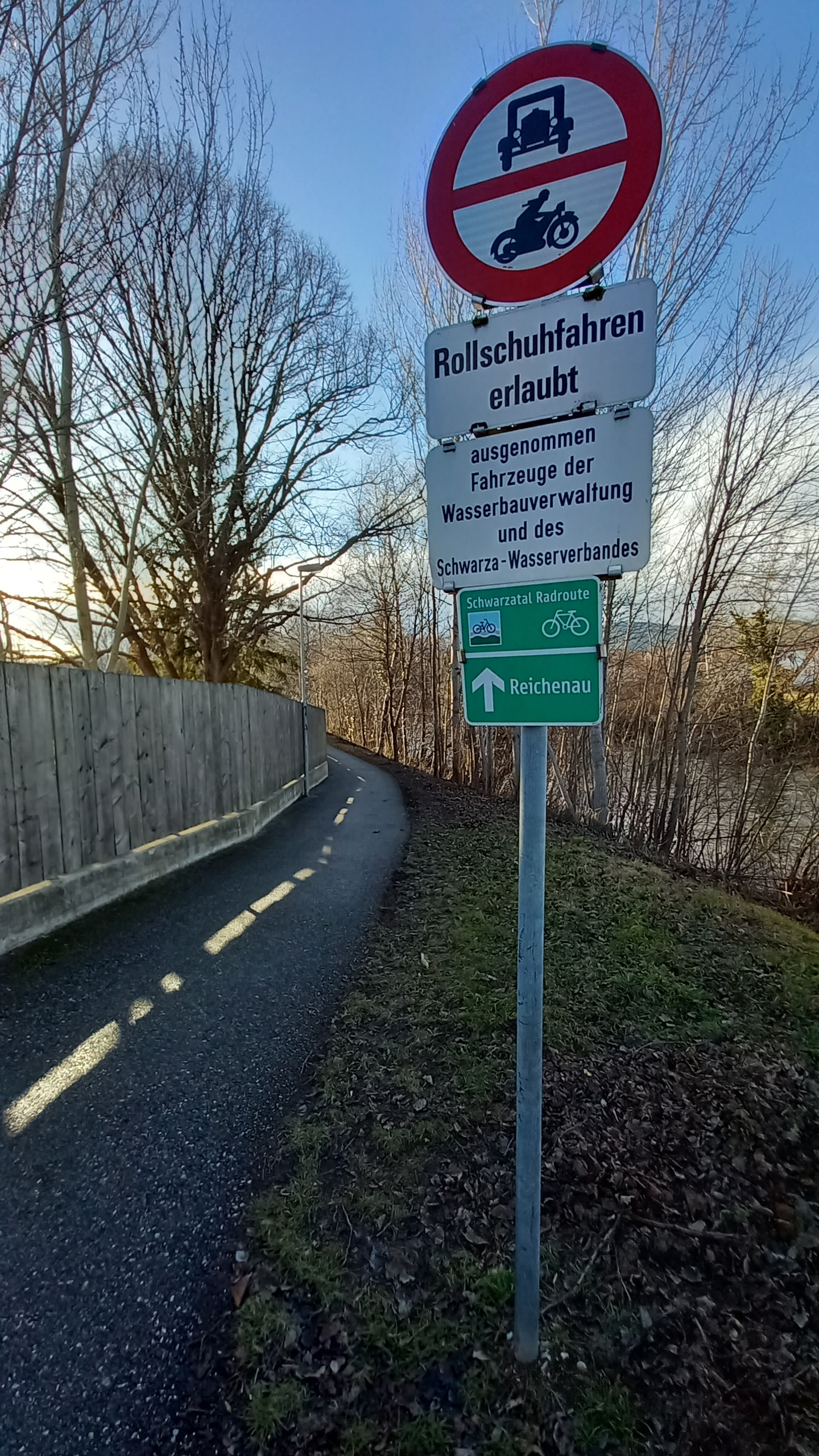
Schwarzaradweg in Ternitz

## Anschlüsse
Am Beginn in Lanzenkirchen schließt der Thermenradweg EuroVelo 9 an. Bei Schwarzau am Steinfeld zweigt der Föhrenwald-Radweg ab und in Gloggnitz besteht die Möglichkeit, auf die Weltkulturerbe-Radstrecke nach Semmering zu wechseln.

## Sehenswertes entlang der Strecke
- Hauptplatz in Neunkirchen: Frühgotische Pfarrkirche Mariä-Himmelfahrt; verschiedene Veranstaltungen am Hauptplatz über das Jahr verteilt[4]
- Stadtpark Neunkirchen
- Petersberg und Peterskirche in Ternitz-Dunkelstein
- Schloss Gloggnitz mit Schlosskirche
- Schloss Reichenau (wenige Meter vor Ende des Schwarzaradweges)